# Gwiyomi
Gwiyomi Song, Kwiyomi Song hay còn gọi là Kiyomi Song (귀요미 송), là đĩa đơn K-pop của ca sĩ người Hàn Quốc Hari và được phát hành vào 18 tháng 2 năm 2013. Nó được lấy cảm hứng từ hành động của một rapper Hàn Quốc Jung Ilhoon của nhóm nhạc BtoB. Hành động đó được gọi là 'Gwiyomi Player', nó đã trở thành trào lưu của dân cư mạng vào tháng 10 năm 2012 sau sự xuất hiện lần đầu tiên của chương trình thực tế bởi SBS MTV tên là MTV Diary. Bài hát là sự thành công trong việc lan truyền hành sau khi Korean Media Sports Seoul đăng tải clip của Hari trình diễn vừa hát vừa làm hành động dễ thương. Video này từ đó đã gây ảnh hưởng đến nhiều cư dân mạng châu Á và họ tự đăng tải phiên bản của chính mình lên trên mạng.